# Effets non linéaires
On nomme effets non linéaires des effets qui ne se produisent pas de façon directement proportionnelle à l'action. C'est le cas de la plupart des effets du monde réel, et la raison de la difficulté à reproduire fidèlement des informations par des techniques analogiques.

## Exemples
Les non-linéarités les plus courantes sont :
Hyperstatisme (vs hypostatisme)
Le fonctionnement se fait avec plus de contraintes que ce qui est strictement nécessaire pour le maintenir. (vs moins : l'assemblage possède trop de mobilités)
Jeu de fonctionnement
Exemple : Une boîte de vitesses doit d'abord récupérer tous les jeux de fonctionnement avant de transmettre linéairement le mouvement.
Seuil critique
En dessous d'une certaine valeur, rien ne se passe. Au-dessus, un effet commence. C'est le cas pour une photorésistance ou une pellicule photographique.
Saturation
Au-delà d'une certaine valeur d'entrée, la valeur de sortie ne change plus. C'est le cas pour la saturation d'un amplificateur, par exemple.
Hystérésis
Une même valeur d'entrée correspondra à des valeurs différentes de sortie selon que l'entrée est en croissance ou en décroissance.
Quantification (ou « bruit discret »)
Quand la valeur d'entrée augmente de façon continue, celle de sortie ne change que par paliers
Les effets non linéaires sont à la base de nombreux phénomènes de type chaotique.
Voir aussi les pages sur les phénomènes non linéaires et chaotiques.
Granularité
Concerne les systèmes dont les évolutions ne sont pas continues mais sont dites « discrètes », par petites quantités ou paliers.
Synthèse asymétrique ou catalyse asymétrique
L'énantiopureté du réactif ou du catalyseur peut varier de manière non linéaire avec l'énantiopureté du produit de la réaction asymétrique. 